# Carl Hester
Carl Rupert Hester (ur. 29 czerwca 1967) – brytyjski jeździec sportowy. Złoty medalista olimpijski z Londynu, srebrny z Rio de Janeiro oraz brązowy z Tokio i Paryża.
Startuje w dresażu. Zawody w 2012 były jego czwartymi igrzyskami olimpijskimi (wcześniej brał udział w IO 92, IO 00 i IO 04). W Londynie zdobył srebrny medal w drużynie (indywidualnie zajął piąte miejsce), tworzyły ją ponadto Charlotte Dujardin i Laura Bechtolsheimer. Startował na koniu Uthopia. Ma w dorobku medale mistrzostw świata w drużynie (srebro w 2010 i 2014) oraz szereg krążków wywalczonych na mistrzostwach Europy (złoto w drużynie w 2011, srebro w 2009 i 2015, brąz w 2013; indywidualnie dwukrotnie srebro w 2011).